# アジア・アフリカ諸国の独立年表
アジア・アフリカ諸国の独立年表（アジア・アフリカしょこくのどくりつねんぴょう）は、19世紀から現在にわたっての、アジア・アフリカ諸国の独立に関する年表である。

## 19世紀
- 独立国
  - アジア：清国、日本、シャム（後のタイ王国）、ネパール、オスマン帝国、（ガージャール朝ペルシア）
  - アフリカ：エチオピア、メリナ王国（マダガスカル）
- 1847年 - リベリアがアメリカ合衆国から独立。
  - 黒人奴隷帰還を目的に設立した「リベリア植民地」からの独立。
- 1895年 - 李氏朝鮮 が清国から独立。
  - 日清戦争の講和条約の下関条約において朝鮮が冊封体制から離脱、独立した、同時に台湾が大日本帝国領土となった。李氏朝鮮は1897年に自ら大韓帝国と改名し、立憲君主国として再樹立。
- 1899年 - フィリピン第一共和国がスペイン帝国から独立を宣言。米比戦争に敗れて1901年にアメリカ合衆国の植民地となる。

## 20世紀初頭
- 1905年 - 第二次日韓協約締結により大韓帝国が大日本帝国の属国となる。
- 1910年 - 大日本帝国が韓国を併合。大韓帝国を廃止し新たに統治を行う朝鮮総督府を設置する。

- 1912年 - チベット、独立を承認される。
  - 1950年の中華人民共和国のチベット侵攻でインドに亡命（ガンデンポタン）。
- 1917年 - 北イエメンがオスマン帝国から独立。
  - 1967年に南イエメンが独立、1990年に北イエメン主導で統合し、イエメン共和国となった。
- 1919年 - アフガニスタン（バーラクザイ朝）がイギリスから独立。
  - 第三次アフガン戦争を経て、イギリスから独立。その後、冷戦時代になると米ソの代理戦争の場となった。アメリカのアフガニスタン侵攻の後、新憲法に基づき国民選挙が実施されハーミド・カルザイ政権が誕生した。
- 1921年7月 - モンゴルが中華民国から独立。
  - 辛亥革命後、ソ連の援助によって独立する。
- 1922年 - エジプトがイギリスから王国として名目上独立。
  - 実質的な独立は第二次世界大戦頃。その後、1952年にクーデタで王政が倒れた。
- 1925年 - イランがイギリスから独立。パフラヴィー朝。
  - 1951年には石油を国有化した。西洋資本の温床となり1979年にイラン革命で王朝は打ち倒された。現在は、イスラム共和制。
- 1932年 - イラク王国がイギリスから独立。
  - 1958年に革命によって共和制へ。その後独裁政治となり、湾岸戦争を経て、イラク戦争へと突入した。
- 1932年 - サウジアラビア王国が成立。
  - オスマン帝国時代末期に半独立状態となっていた。
- 1932年2月 - 満州国が中華民国から独立。
  - 日本の傀儡国家。第二次世界大戦敗戦により崩壊。
- 1933年 東トルキスタン共和国が中華民国より独立を宣言。これ以降数度にわたって独立と中国の侵略・併合が繰り返される。
- 1934年 - 南アフリカ連邦がイギリスから独立。
  - アパルトヘイト政策を進めたため、1961年にイギリス連邦を脱退、南アフリカ共和国に改称。1994年にアパルトヘイトを撤廃してイギリス連邦に再加盟した。

## 1940年代
- 1941年 - 1936年にイタリアの植民地（第二次エチオピア戦争）となっていたエチオピアが独立を回復。
- 1943年 - レバノンがフランスから独立。
  - オスマン帝国時代、フランスの委任統治時代を経て独立。その後、レバノン内戦でシリア、イスラエルの影響を強く受ける。
- 1943年 - フィリピン第二共和国、ビルマ国独立を宣言。
- 1943年10月21日 - 自由インド仮政府の樹立宣言。 アンダマン諸島とニコバル諸島を領有。ビルマ国、ドイツ、フィリピン第二共和国、満州国、南京国民政府（汪兆銘政権）、イタリア王国、タイ王国、クロアチア独立国が相次いで承認を行った。10月24日にイギリスとアメリカへ宣戦布告した。
- 1944年11月12日 東トルキスタン共和国が中華民国より再独立を宣言。1949年12月ソ連軍（赤軍）が、装備、要員面で協力で、 東トルキスタンは完全に中華人民共和国に統合された。
- 1945年
  - 3月 - ベトナム帝国がフランスから独立を宣言。
    - 日本の支援をもとに独立を宣言。

  - 8月 - 日本の降伏直後にインドネシア独立宣言。
  - 9月 - ベトナム民主共和国がフランスから独立を宣言。
    - 宗主国フランスは独立宣言を認めず第一次インドシナ戦争となったが敗退、1954年のジュネーヴ協定により北ベトナムとアメリカの傀儡政権の南ベトナムに分割された。その後のベトナム戦争でアメリカが大敗し、1975年のサイゴン陥落を経て、1976年に南北統一（ベトナム社会主義共和国）。

  - 9月 - 朝鮮総督府の降伏に伴い、植民地朝鮮で連合軍による軍政が開始。
- 1946年1月 - マハバード共和国がパフラヴィー朝イランより独立。
  - ソ連の傀儡国家。ソ連撤退後イランに侵略され滅亡。
- 1946年4月 - シリアがフランスから独立。
  - オスマン帝国時代、フランスの委任統治時代を経て、1944年に独立宣言を行い、1946年に承認された。
- 1946年5月 - ヨルダンがイギリスから独立。
  - オスマン帝国時代、イギリスの委任統治時代を経て独立。
- 1946年7月 - フィリピンが独立。
  - 近世からスペインの植民地であり、米西戦争・米比戦争を経てアメリカに割譲され、1935年に独立が約束されフィリピン・コモンウェルスが発足したが、太平洋戦争中は日本の占領下にあり独立が遠のいた。その後再びアメリカが引き継ぎ、独立。
- 1947年 - インドとパキスタンがイギリスから独立。
  - その後、カシミールを巡って印パ戦争に。1998年には両国が核武装した。
- 1948年 - スリランカ（セイロン）がイギリス連邦の自治国として独立。
  - イギリスのインドからの撤退に伴う。1972年にセイロンからスリランカ共和国に改称。しかし北部のタミル人との対立は継続。
- 1948年5月 - イスラエルが独立。
  - イギリスの委任統治が終了し、独立。直後、第一次中東戦争となった。現在に続くパレスチナ問題の原因を作った。
- 1948年 - ビルマ連邦がイギリスから独立。
  - 1989年民主化に失敗し、当局はミャンマーと国名を変え、軍事国家の統制を強めた。
- 1948年8月 - 大韓民国がアメリカより独立。
- 1948年9月 - 朝鮮民主主義人民共和国がソ連より独立。
- 1949年 - インドネシアがオランダから独立。
  - インドネシア独立戦争の後、独立した。
- 1949年 - 中華人民共和国設立。中華民国は台北遷都。事実上中国から台湾分離。

## 1950年代
フランスが1954年までに東南アジア地域からほぼ撤退。
イギリスは第二次中東戦争で中東における影響力が低下。ペルシア湾岸地域を除いて中東地域から徐々に後退、1968年にスエズ以東地域からの撤退を発表した。
1950年代後半になるとアフリカ諸国の北部から独立がはじまった。
- 1951年12月 - リビアが独立。
  - 旧宗主国はイタリアで、第2次大戦後、連合国の管理下に置かれ、その後独立。1969年にカッザーフィーら将校団による無血革命で王制が倒れた。
- 1952年4月 - 日本が独立を回復。
- 1952年9月 - エチオピア・エリトリア連邦が成立。
- 1953年10月 - ラオスがフランスから完全独立。
  - 1949年7月にラオス王国として制限つきの独立を果たし、1953年に完全に独立。
- 1953年11月 - カンボジアがフランスから独立。
  - その後、ベトナム戦争に巻き込まれ、カンボジア内戦となった。
- 1954年 - フランスがベトナムから撤退。
  - フランスが第一次インドシナ戦争敗退の後、撤退。ベトナムは南北に分断され、冷戦を背景にベトナム戦争となった。1976年に北ベトナムの南北統一で現在のベトナム社会主義共和国となった。
- 1955年 - バンドン会議（第1回アジア・アフリカ会議）が開かれる。
- 1956年 - スーダンがエジプトおよびイギリスから独立。
- 1956年3月 - モロッコとチュニジアがフランスから独立。
- 1957年 - マラヤ連邦（後のマレーシア）がイギリスから独立。
- 1957年3月 - ガーナがイギリスから独立。
  - サハラ以南のアフリカでは早い時期の独立。
- 1958年
  - 2月 - エジプトとシリアが合併、アラブ連合共和国成立。
  - 10月 - ギニアがフランスから独立。

## 1960年代
1960年はアフリカの年と呼ばれ、17の国がヨーロッパ宗主国から独立した。また、同年12月14日に国際連合総会において植民地独立付与宣言が可決された。しかし、ポルトガル領など依然、植民地のままの地域もあり独立運動が起こった。地中海でもキプロスとマルタが独立した。
- 1960年
  - 1月1日 フランス領カメルーンが独立。1961年にイギリス領カメルーンも独立。
  - 4月4日 セネガルがフランスから独立。
  - 4月27日 トーゴがフランスから独立。
  - 6月26日 マダガスカルがフランスから独立。
  - 6月30日 コンゴ（現在のコンゴ民主共和国）がベルギーから独立。
  - 6月 イギリス領ソマリランドが独立。後にソマリアに統合。
  - 7月1日 イタリア領ソマリアが独立。イギリス領ソマリランドと統合し、ソマリアに。後にソマリア内戦。
  - 8月1日 ダオメ（現在のベナン）がフランスから独立。
  - 8月3日 ニジェールがフランスから独立。
  - 8月5日 オートボルタ（現ブルキナファソ）がフランスから独立。
  - 8月7日 コートジボワールがフランスから独立。
  - 8月11日 チャドがフランスから独立。その後、チャド内戦でリビア、フランスなどが介入。
  - 8月13日 中央アフリカ共和国がフランスから独立。その後、一時、帝国を名乗る。
  - 8月15日 コンゴ（現在のコンゴ共和国）がフランスから独立。
  - 8月17日 ガボンがフランスから独立。
  - 9月22日 マリがフランスから独立。
  - 10月1日 ナイジェリアがイギリスから独立。その後、ビアフラ戦争が発生。
  - 11月28日 モーリタニアがフランスから独立。
  - 1960年には8月に地中海のキプロスがイギリスから独立している。後にキプロス紛争によりトルコ系住民による北キプロス・トルコ共和国が分離し分裂状態。
- 1961年
  - クウェートがイギリスから独立。
  - イギリス領カメルーンとシエラレオネがイギリスから独立。
  - シリアがアラブ連合共和国から再独立。
- 1962年7月 - ルワンダとブルンジがベルギーから独立。
- 1962年 - アルジェリア戦争を経て、アルジェリアがフランスから独立。
- 1962年 - ウガンダがイギリスから独立。
- 1963年8月13日 - コンゴの首都ブラザヴィルで新植民地主義=帝国主義とその傀儡との戦いに人民が蜂起し、その三日後には大統領フルベール=ユール政権を打倒した。真の独立を勝ち取った「八月革命」。
- 1963年10月 - ザンジバル王国がイギリスから再独立。
- 1963年12月 - ケニアがイギリスから独立。
- 1964年7月 - マラウイがイギリスから独立。
- 1964年9月 - 地中海においてマルタがイギリスから独立。
- 1964年10月 - ザンビアがイギリスから独立。
- 1965年 - ローデシアがイギリスから独立宣言。
  - 白人中心の共和国であり、国際的承認はされなかった。内戦後1979年にイギリスに復帰、翌年ジンバブエとして再独立。
- 1965年2月 - ガンビアがイギリスから独立。
  - セネガルに囲まれた、川の流域の国。
- 1965年7月 - モルディブがイギリスから独立。
- 1965年8月 - シンガポールがマレーシアから独立。
- 1965年 - インドがゴアを占領。
  - ポルトガルの植民地下にあった。
- 1966年9月 - ベチュアナランドがボツワナとしてイギリスから独立。
- 1967年 - 南イエメンがイギリスから独立
  - 北イエメンは1917年にオスマン帝国から独立
- 1966年10月 - レソトがイギリスからイギリス連邦の自治国として独立。
  - 南アフリカ共和国の中にある国。
- 1968年9月 - エスワティニがイギリスから独立。
- 1968年10月 - 赤道ギニアがスペインから独立。
- 1969年12月 - コンゴ共和国が国名をコンゴ人民共和国と改めた。

## 1970年代
イギリスは1968年にスエズ以東地域からの撤退を発表し、ペルシャ湾岸諸国が相次いで独立した。
ポルトガルでカーネーション革命が起こり、アフリカのポルトガル植民地が相次いで独立した。
第2次大戦後の植民地の独立はアメリカ大陸諸国の独立のようなアフロ・ユーラシア大陸規模の独立であり、多くは民族の解放・反帝国主義・社会主義を掲げ、いわゆる第三世界とされる非同盟諸国もソ連と強い関係があった。
- 1971年8月 - バーレーンがイギリスから独立。
- 1971年9月 - カタールがイギリスから独立。
- 1971年12月 - アラブ首長国連邦がイギリスから独立。
- 1971年12月 - バングラデシュがパキスタンから分離。
  - パキスタンの飛び地となっていたが、印パ戦争を経て独立。
- 1971年 - オマーンがイギリスから独立。
- 1974年9月 - ギニアビサウがポルトガルから独立。
- 1975年4月 - 南ベトナム共和国が成立。
  - ベトナム共和国滅亡後に発足した北ベトナムの傀儡国家。翌年北ベトナムに吸収され消滅。
- 1975年6月 - モザンビークがポルトガルから独立。
- 1975年11月 - アンゴラ、サントメ・プリンシペ、カーボベルデがポルトガルから独立。
- 1975年 - ポルトガルが東ティモールから撤退。
  - 代わってインドネシアが東ティモールを併合。
- 1975年 - スペインが西サハラから撤退。
  - 但しモロッコとサハラ・アラブ民主共和国の間で領有権紛争が起こり、解決していない。
- 1975年7月 - コモロがフランスから独立。
- 1977年6月 - ジブチがフランスから独立。
  - 紅海の出口に面する要衝。
- 1978年 - イラン革命
  - アメリカがイランへの影響力を失う。
- 1979年 - ソ連のアフガニスタン侵攻
  - ソ連ではイスラム革命の伝播と国内のイスラム勢力の拡大は脅威と映った。結局、その後のソ連崩壊でソ連邦内のイスラム諸国は独立することになった。

## 1980年代
- 1980年 - ジンバブエがイギリスから再独立。
- 1984年 - ブルネイがイギリスから独立。
  - ボルネオ島にある国。イギリスの自治領を経て独立。

## 1990年代
ソビエト連邦の崩壊で、ユーラシア大陸のヨーロッパ圏に属する地域も含めて多くの国が独立した。また、同時にユーゴスラビアも内戦を経て解体した。
- 1990年3月 - ナミビアが南アフリカ共和国から独立。
- 1991年 - ソビエト連邦の崩壊。
  - アルメニア、アゼルバイジャン、グルジア、タジキスタン、トルクメニスタン、ウズベキスタン、キルギスタン、カザフスタン（およびヨーロッパ圏のエストニア、ラトビア、リトアニア、ベラルーシ、ウクライナ、モルドバ）が独立。残りの地域はロシア連邦となる。
- 1991年5月 - ソマリランドがソマリアから独立宣言。
- 1993年 - エリトリアがエチオピアから独立。
  - 紅海の出口に面する地域。
- 1996年 - パレスチナ自治政府が発足。
- 1997年7月 - イギリスが香港を中華人民共和国に譲渡。
- 1999年12月 - ポルトガルがマカオを中華人民共和国に譲渡。

## 2000年代以降
- 2002年5月 - 東ティモールがインドネシアから（国際法上はポルトガルから）独立。
  - 1974年のポルトガルの政変（カーネーション革命）で実質的にポルトガルの手から離れ、その後、インドネシアに不法併合されていた。
- 2004年6月 - イラクが連合国暫定当局から独立を回復。
- 2011年7月 - 南スーダンがスーダンから独立。